# Liste der Biografien/Steint
Liste der Biografien |
Portal Biografien |
Personensuche
# |
A |
B |
C |
D |
E |
F |
G |
H |
I |
J |
K |
L |
M |
N |
O |
P |
Q |
R |
S |
T |
U |
V |
W |
X |
Y |
Z |
?
 
Sa |
Sb |
Sc |
Sd |
Se |
Sf |
Sg |
Sh |
Si |
Sj |
Sk |
Sl |
Sm |
Sn |
So |
Sp |
Sq |
Sr |
Ss |
St |
Su |
Sv |
Sw |
Sy |
Sz
 
Sta |
Ste |
Sth |
Sti |
Stj |
Stl |
Sto |
Str |
Sts |
Stt |
Stu |
Stv |
Stw |
Sty
 
Stea |
Steb |
Stec |
Sted |
Stee |
Stef |
Steg |
Steh |
Stei |
Stej |
Stek |
Stel |
Stem |
Sten |
Steo |
Step |
Ster |
Stes |
Stet |
Steu |
Stev |
Stew |
Stey |
Stez
 
Steib |
Steic |
Steid |
Steie |
Steif |
Steig |
Steij |
Steik |
Steil |
Steim |
Stein |
Steio |
Steir |
Steis |
Steit |
Steiw |
Steix
 
Steina |
Steinb |
Steinc |
Steind |
Steine |
Steinf |
Steing |
Steinh |
Steini |
Steink |
Steinl |
Steinm |
Steinn |
Steino |
Steinp |
Steinr |
Steins |
Steint |
Steinu |
Steinv |
Steinw
Die Liste der Biografien führt alle Personen auf, die in der deutschsprachigen Wikipedia einen Artikel haben. Dieses ist eine Teilliste mit 9 Einträgen von Personen, deren Namen mit den Buchstaben „Steint“ beginnt.

## Steint

### Steinth
- Steinthal, Fritz Leopold (1889–1969), deutsch-argentinischer Rabbiner
- Steinthal, Herbert (1913–1986), dänischer Filmkritiker und Romanübersetzer
- Steinthal, Hermann (1925–2014), deutscher klassischer Philologe
- Steinthal, Heymann (1823–1899), deutscher Sprachwissenschaftler und Philosoph
- Steinthal, Johann Heinrich (1825–1911), deutscher Rechtsanwalt
- Steinthal, Max (1850–1940), deutscher Bankier
- Steinthal, Walter (1887–1951), deutsch-jüdischer Journalist, Theaterkritiker, Herausgeber und Historiker
- Steinthaler, Evelyn (* 1971), österreichische Schriftstellerin, Comicautorin, Lektorin und Übersetzerin
- Steinþór Jakobsson (1931–1996), isländischer Skirennläufer